# Nullemont
 Nullemont  es una comuna y población de Francia, en la región de Alta Normandía, departamento de Sena Marítimo, en el distrito de Dieppe y cantón de Aumale.
Su población municipal en 2008 era de 118 habitantes.
Está integrada en la Communauté de communes du Canton d'Aumale.

## Demografía
| 200 | 197 | 239 | 241 | 249 | 243 | 231 | 222 | 227 | 233 | 230 | 215 | 188 | 196 | 189 | 183 | 172 | 160 | 170 | 175 | 161 | 161 | 149 | 147 | 135 | 130 | 149 | 146 | 146 | 135 | 109 | 102 | 118 |
| Para los censos de 1962 a 1999 la población legal corresponde a la población sin duplicidades (Fuente: INSEE [Consultar]) |     |     |     |     |     |     |     |     |     |     |     |     |     |     |     |     |     |     |     |     |     |     |     |     |     |     |     |     |     |     |     |     |